# История почты и почтовых марок Ольденбурга
История почты и почтовых марок Ольденбурга включает в себя период существования независимого ольденбургского государства (до конца 1867 года) и выпуска им собственных почтовых марок.

## Развитие почты
Пересылка писем и посылок из ганзейских городов в Амстердам с купцами была налажена ещё в начале XVII века ольденбургским графом Антоном Гюнтером.
В 1656 году первый ольденбургский почтмейстер Магнус фон-Гоффтен открыл конную пересылку писем в Бремен. Это было частное предприятие без какого-либо участия государства. Датское правительство поддерживало это почтовое учреждение и выделяла на её деятельность ежегодные субсидии. После начала правления в Ольденбурге династии Гольштейн-Готторпов в 1773 году, почта оставалась частным предприятием, тем не менее она находилась под наблюдением и защитой.
1 мая 1800 года почта в Ольденбурге перешла в государственное управление. На территории Великого герцогства, вплоть до французской оккупации в конце февраля 1811 года, действовала также почтовая служба Турн-и-Таксис. До 1813 года ольденбургская почта находилась под французским управлением. С 1811 года началось применение почтовых штемпелей. После восстановления по решению Венского конгресса Великого герцогства в 1815 году, в Ольденбурге была создана собственная почтовая администрация. Начался расцвет ольденбургской почты, в это время здесь работало 70 почтовых отделений.
5 декабря 1851 года Ольденбург присоединился к Австро-Германскому почтовому союзу. В 1867 году Ольденбург вошёл в Северогерманский союз. Всё это время главным почтмейстером ольденбургской почтовой администрации был Бёдекер. С утратой Ольденбургом почтовой независимости, Бёдекер вышел на пенсию в возрасте 83 лет.

## Выпуски почтовых марок

### Первые марки
После присоединения Ольденбурга к Австро-Германскому почтовому союзу, в Великом герцогстве сразу же началась подготовка к выпуску собственных почтовых марок, так как этого требовало одно из правил Союза. По существовавшим в то время почтовым тарифам было необходимо выпустить марки трёх номиналов: 1, 2, и 3 зильбергроша. Однако это было весьма затруднительно сделать, поскольку в отличие от других стран-членов Почтового Союза, в Ольденбурге талер был равен не 30 зильбергрошам, а 72 грошам, каждый из которых делился на 5 шваренов. Было решено выразить номинал в долях талера, 1 зильбергрош (1/30 талера) был равен 2 2/5 гроша; 2 зильбергроша (1/15 талера) равнялась 4 4/5 гроша; и 3 зильбергроша (1/10 талера) — 7 1/5 гроша.
Первая марка Ольденбурга с изображением герба Великого герцогства вышла в обращение 5 января 1852 года. Номинал на ней был указан в трёх денежных единицах: 1/30 талера, 2 2/5 гроша и 1 зильбергрош. Позднее серия была дополнена марками других номиналов. Миниатюры были отпечатаны литографским способом в местной типографии Герхарда Шталлинга. Марка в 1 зильбергрош использовалась для писем весом до 1 лота, адресованных на расстояние не более 10 немецких миль в пределах границ Великого герцогства; в 2 зильбергроша — на расстояние более 10 миль; в 3 зильбергроша использовалась для более тяжёлых писем, а также для заграничных отправлений. Марка номиналом в 1 зильбергрош использовалась так же в качестве сбора за заказную корреспонденцию.

### Последующие эмиссии
В феврале 1855 года вышла марка номиналом 1/3 зильбергроша или 4 шварена, предназначенная для оплаты бандеролей с печатными изданиями весом до одной унции.
В 1857 году монетная система Ольденбурга была приведена в соответствие с монетной системой других членов Почтового Союза. Талер теперь делился на 30 грошей, состоящие из 12 шваре каждый. В связи с этим в июле 1859 года вышла новая серия из четырёх марок с номиналами в грошах. На них был изображён малый герб Ольденбурга в овале.
В январе 1861 года вышла серия из шести марок отпечатанная на белой бумаге вместо цветной, использовавшейся до этого. В 1862 году, в связи с принятием членами Почтового Союза соглашения о введении одинаковой расцветки почтовых марок для каждого номинала, была эмитирована последняя серия из пяти марок Ольденбурга. Всего ольденбургская почта эмитировала 19 почтовых марок. С 1 января 1868 года все ольденбургские марки были изъяты из обращения и заменены марками Северо-Германского почтового округа.
Ольдебургская почта допускала использование вырезок знаков почтовой оплаты из цельных вещей.